# Bibi & Tina: Tohuwabohu Total
Bibi & Tina: Tohuwabohu Total ist ein deutscher Spielfilm im Musicalstyle des Regisseurs Detlev Buck aus dem Jahr 2017, der auf der Kinderhörspielserie Bibi und Tina basiert, welche wiederum auf der von Elfie Donnelly erfundenen Hexe Bibi Blocksberg und ihrer Freundin Tina basiert. Der Film ist der vierte Teil der Bibi-&-Tina-Filmreihe. Die Hauptrollen der Bibi Blocksberg und Tina Martin sind, wie auch in den vorherigen Teilen, wieder mit Lina Larissa Strahl und Lisa-Marie Koroll besetzt.
Der Film lief im Februar 2017 in Deutschland, Österreich und der Schweiz an. 
Der Film lag auf Platz 16. der erfolgreichsten Filme in Deutschland (nach Besucherzahlen) 2017 und war der viert-erfolgreichste deutsche Film des Jahres.
Der Film wurde gefördert vom Medienboard Berlin-Brandenburg (insg. 500.000 Euro), der Mitteldeutschen Medienförderung (insg. 400.000 Euro), der Filmförderungsanstalt (insg. 1.785.189 Euro), der Filmförderung Hamburg-Schleswig Holstein (Produktionsförderung: 170.000 Euro) und dem Deutschen Filmförderfonds (insg. 800.000 Euro).

## Handlung
Bibi und Tina begegnen bei einem Ausritt an den Fluss einem jungen Ausreißer, welcher sich als Aladin vorstellt und erklärt, dass er aus Syrien nach Deutschland geflohen sei. Sie nehmen ihn mit, sind jedoch überrascht, als sie in der folgenden Nacht in einer Scheune auf die Brüder Karim und Sinan treffen, die ebenfalls angeben, aus Syrien zu stammen. Schnell stellt sich heraus, dass der junge Aladin tatsächlich gar nicht aus Syrien kommt und außerdem gar kein Junge, sondern ein Mädchen namens Adea ist. Sie erklärt Bibi und Tina, dass sie aus Albanien komme und vor ihrer Familie geflüchtet sei, da diese sie zwangsverheiraten wolle und ihr verboten habe, zur Schule zu gehen. Außerdem seien ihr Onkel Addi und ihre beiden Cousins ihr bereits dicht auf den Fersen, um sie zurückzuholen.
Währenddessen wird das Schloss Falkenstein von Bauunternehmer Dirk Trumpf (Parodie auf Donald Trump) umgebaut, der es mit einer hohen Mauer umschließen will.
Alex möchte mit der malischen Band Tohuwabohu auf dem Gelände ein Musikfestival veranstalten und widersetzt sich deshalb seinem Vater Graf Falko.
Nachdem Tina von Adeas Cousins entführt worden ist, stellt sich Adea und folgt ihnen nach Albanien. Bibi hext Tina, Tarik, Alex und sich selbst in Adeas Dorf, um die Zwangsheirat zu verhindern. Jedoch erst Adeas Cousins können Addi überzeugen, das Vorhaben aufzugeben und sie wieder zur Schule zu lassen.

Zuletzt wird auch Graf Falko klar, dass Trumpf ihn über den Tisch zieht, und er erklärt gemeinsam mit Alex das Schloss zum „offenen Haus“.

## Hintergrund
Der Film wurde von DCM Film Distribution produziert und in Berlin-Brandenburg, Sachsen-Anhalt, sowie Kroatien gedreht.

## Soundtrack
| Titel                         | Gesungen von                                  | Länge |
| ----------------------------- | --------------------------------------------- | ----- |
| Was würdest du tun?           | Bibi Blocksberg                               | 3:02  |
| Elf Gewinner                  | Karim, Sinan, Bibi Blocksberg & Tina Martin 1 | 1:52  |
| Ihr deutschen Mädchen seid so | Karim & Tina Martin 2                         | 2:24  |
| Muss ich haben                | Ardonis, Luan & Valentin 2                    | 2:22  |
| Take it easy                  | Nia                                           | 3:13  |
| Rockstar                      | Holger Martin                                 | 3:17  |
| Wunder                        | Bibi Blocksberg                               | 2:49  |
| Tohuwabohu                    | Bibi Blocksberg & Alexander von Falkenstein   | 3:32  |

## Rezeption
Bis Ende des Jahres 2017 haben den Film 1,65 Millionen Kinobesucher gesehen. Von Kritikern erhielt der Film gemischte Bewertungen. So befand Oliver Kaever vom Spiegel Online in seiner Kritik: „Die in Tohuwabohu Total zum Ausdruck gebrachte deutsche Überlegenheitshaltung ist nicht nur völlig unangebracht. Sie passt auch überhaupt nicht zu der eigentlich fröhlichen – und wichtigen – Multikulti-Botschaft, die der Film verbreiten will. Vielleicht hätten Bibi und Tina doch einfach weiter übern Wassergraben springen sollen.“
Wolfgang M. Schmitt interpretiert in seinem YouTube-Kanal Die Filmanalyse, der Film wolle zweierlei: "Einmal geht es darum, Integration zu fördern, propagieren, Mitmenschlichkeit zur Schau zu stellen und zweitens geht es aber schon um so etwas wie die vermeintliche Überlegenheit der deutschen Zivilisation und Kultur. Außerdem darf der Status quo auch dieses Mal selbstverständlich nicht angetastet werden. […] Die deutsche Überheblichkeit wird hier schon sehr früh einstudiert und als selbstlose Hilfe getarnt. Punktuell gibt man sich hochmoralisch, um die eigentlichen Strukturen aber zu überblenden. Der Kinderfilm bereitet uns vor auf eine deutsche Wirklichkeit, die ihre Exklusivität als inklusiv zu verkaufen weiß."
Das Portal Kinderfilmwelt, eine Plattform des Deutschen Kinder- und Jugendfilmzentrum (KJF), bewertet den Film mit einem von fünf Punkten und schreibt: "Nein, im echten Leben hat Flucht absolut nichts mit dem zu tun, was in diesem Film gezeigt wird." Der Film sei "meilenweit entfernt von den deutlich besseren Vorgängerfilmen".

## Fortsetzungen
Ein indirekter Nachfolger der Filmreihe ist die seit 2020 gezeigte TV-Serie, Bibi & Tina – Die Serie mit Katharina Hirschberg und Harriet Herbig-Matten in den Titelrollen. Am 27. Juli 2021 begannen mit den Darstellern der Serie die Dreharbeiten für einen fünften Kinofilm Bibi & Tina – Einfach anders, welcher am 21. Juli 2022 in den Kinos anlief.